# Gouden Pen (scenarioprijs)
De Gouden Pen is een Nederlandse prijs die wordt uitgereikt aan de scenarioschrijvers van films die 100.000 bezoekers naar de bioscoop trekken.
De prijs, een gouden pen met inscriptie, is een initiatief van het Netwerk Scenarioschrijvers. Jean van de Velde, voorzitter van het Netwerk Scenarioschrijvers, overhandigde de eerste gouden pen aan Tamara Bos (Brammetje Baas) en Lex Wertwijn (de verbouwing).
De prijs is in 2012 in het leven geroepen omdat schrijvers altijd aan de oorsprong van iedere film- of televisieproductie staan en daarmee aan de basis van elke productie die een gouden film in de wacht weet te slepen.